# Juan Carlos Justich
Juan Carlos Justich (Buenos Aires, 17 de junio de 1940-Avellaneda, 30 de junio de 2013) fue un futbolista argentino que se desempeñaba como delantero.

## Trayectoria
Justich era aficionado al tango y de ideología peronista.
La parte más exitosa de su carrera la desarrolló en Colombia, defendiendo las camisetas de Millonarios de Bogotá, Deportivo Cali (siendo el único del equipo en ser titular indiscutido y saliendo campeón), e Independiente Medellín. 
Se retiró en 1979 defendiendo la camiseta de Sportivo Dock Sud.

## Clubes
| Club                   | País      | Año       |
| ---------------------- | --------- | --------- |
| Racing Club            | Argentina | 1962      |
| Sportivo Dock Sud      | Argentina | 1963-1965 |
| Newell's Old Boys      | Argentina | 1966      |
| Millonarios            | Colombia  | 1967-1968 |
| Deportivo Cali         | Colombia  | 1969      |
| Independiente Medellín | Colombia  | 1970-1971 |
| Sport Boys             | Perú      | 1972-1973 |
| Arsenal de Sarandí     | Argentina | 1974-1977 |
| Sportivo Dock Sud      | Argentina | 1979      |

## Palmarés
| Equipo         | País     | Título           | Año  |
| -------------- | -------- | ---------------- | ---- |
| Deportivo Cali | Colombia | Primera División | 1969 |